# 요코하마 국립 대학
요코하마 국립 대학(일본어: 横浜国立大学 요코하마코쿠리쓰다이가쿠[*], Yokohama National University)은 일본 가나가와현 요코하마시에 위치한 명문 국립 대학이다. 창립 이후 약 150년의 유구한 역사와 전통을 자랑하며, 건축계의 노벨상이라 불리는 프리츠커상 수상자 니시자와 류에(SANAA)를 배출한 대학이기도 하다. 같은 SANAA 소속 프리츠커상 수상자 세지마 가즈요(妹島 和世) 또한 요코하마국립대학에서 교수(Y-GSA)로 재직하고 있으며, 2024년 프리츠커상 수상자 야마모토 리켄(山本 理顕)의 경우에도 요코하마국립대학에서 교수(Y-GSA)로 재직중이다.
요코하마 국립대학은 1949년 신제국립대학으로 발족된 이후 1949년부터 1978년까지의 일본의 국립대학 입학시험에서 진행된 제도구분에서 우수학생 또는 성적 상위층이 모여 실력이 평가된 국립구2기교(国立旧二期校)의 탑 대학이었다.1961년 입결 통계에 따르면 도쿄대학,교토대학,히토츠바시대학에 이어 일본 전국의 약 800개 가량의 대학 중 4위에 위치했다. 현재도 간토 지방에서 도쿄대학, 도쿄공업대학/히토츠바시대학에 이어 일본 내 3번째로 평가되는 대학으로, 일본 내의 대학 중 상위 3%에 해당하는 최상위권 수준의 대학으로 평가된다. 일본 내에서는 입결수준이 높아 난관대학이라 불리기도하며, 비슷한 입결을 가진 사립대학으로는 와세다대학,게이오기주쿠대학등이 있으며, 국립대학에서는 입결이 비슷한 쓰쿠바대학,치바대학과함께 츠쿠요코치(筑横千) 또는 고베대학과 함께 筑横神(쓰쿠요코신)등으로 불리며 도쿄대학,교토대학다음 나머지 제국대학과 비교되기도한다.
요코하마국립대학은 상당한 수의 대기업 CEO, 회장, 사장의 출신대학으로도 유명하며, 기업에서의 평가 또한 일본 내에서 최고수준으로 평가된다.
일본의 『주간 이코노미스트』 2010년 8월 31일호에 게재된 「졸업생수에 비해 임원·관리직의 인원수가 많은 정도」로, 요코하마 국립대학은 2010년 시점에서 존재하는 전국의 778대학중, 제10위에 랭킹되었다.
니혼케이자이 신문  , 닛케이HR 이 실시한, 「기업인사가 보는 대학 이미지 조사」에서는 2020년「전국 종합」제2위, 2022년 「전국 종합」제4위, 2020, 2022년「간토·고신에쓰」제1위 를 기록하였다.
대외관계로 대학 간 교류협정으로 43개국・지역, 149대학・기관,부국 간 교류협정으로는 28대학 31부국과 교류협정을 체결하였고, 학술교류·학생교류를 추진하기 위해 적극적으로 해외대학과 학술교류협정을 체결하여 국제 교류, 연구자의 공동 연구, 직원의 교류 등, 활발한 사업을 전개하고 있다. 그 중 한국의 SKY (대학교) 서울대학교,연세대학교,고려대학교도 포함되어있으며 총 14곳의 한국 대학교와 교류협정을 맺고 있다.
YNU 대학간 교류협정 일람 
| 한국대학 교류협정 리스트 |
| --- |
| 서울대학교 연세대학교 고려대학교 서울시립대학교 부산대학교 전남대학교 세종대학교 숙명여자대학교 인천대학교 영남대학교 창원대학교 동아대학교 한밭대학교 부경대학교 |

일본을 대표하는 대도시 중 하나인 요코하마시를 기반으로 학부 증설에 중점을 둔 규모 확대 노선을 취하지 않고 소수 정예화와 대학원 교육 연구의 중점화를 진행해 왔으며, 최근에는 일본 문부과학성에서 지역공헌형 대학으로 지정되어 있어 지역의 요구에 부응하는 인재육성·연구를 추진함과 동시에 국제연구거점으로서의 환경정비에도 힘을 쏟고 있다.
전세계 14개국 19개 대학이 소속된 항구도시 대학리그(Port-City University League)의 핵심 멤버이다. PUL ( Port -City University League )는 전 세계 주요 항구 도시 에 위치한 대학의 국제 리그이며, YNU에 사무국을 두고있다. PUL은 이러한 항구 도시와 대학 간의 글로벌 네트워크를 개발하고, 전 세계와 문화, 역사, 무역, 산업, 연구, 학문 등에 대한 아이디어와 견해를 교환하는 것을 목표로 교류하고 있다.
PUL ( Port -City University League )소속 대학 일람 
교사 교육에 관한 국제 공동 연구를 추진하기 위해 동아시아 각 국가의 대학 및 교육 대학 간의 구조를 마련, 다양한 대학 및 사범대학 학생교류체제를 구축, 동아시아 규모의 대학 교수진 상호 교류 체제를 마련하고, 공동연구체계와 연계해 동아시아 지역 대학간 협력을 더욱 강화하여 상호 교육 향상에 기여를 목표로 하는 동아시아 교원양성 국제컨소시엄(International Consortium for Universities of Education in East Asia, ICUE) 소속 대학이기도 하다. 현재는 4개국 45개 대학이 소속되어 있다.
ICUE ( International Consortium for Universities of Education in East Asia )소속 대학 일람 

## 기본 이념
요코하마 국립대학은 현실의 사회와의 관계를 중시하는 「실천성」, 새로운 시도를 의욕적으로 추진하는 「선진성」, 사회 전체에 크게 문호를 여는 「개방성」, 해외와의 교류를 촉진하는 「국제성」을 건학으로부터의 역사 속에서 길러진 정신으로서 내걸어 한 사람 한 사람의 본연의 자세를 서로 존중하는 「다양성」을 중시해 세계의 학술 연구와 교육에 중요한 지반을 구축할 수 있도록 노력을 거듭할 것을 선언한다.
이 이념을 실현하기 위해서 이하의 것을 장기의 목표로서 정한다.
「실천성」
여러 문제의 본질을 판별해, 시대의 변화에 대응할 수 있는 유연하고 창조적인 과제 해결 능력을 함양한다.현실의 살아있는 사회에 원점을 두는 학문을 지향하고, 교육과 연구의 성과로 사회의 복지와 발전에 공헌한다.
「선진성」
교육, 연구, 사회공헌에서 자유로운 발상과 참신한 대처에 의해 사회의 변화에 유연하게 대응하고, 다양한 학술지·실천지를 활용해 선진적인 연구를 추진해 인류의 지적 발전에 공헌한다.
「개방성」
시민생활에서 지역, 산업계, 국가, 세계에 이르는 폭넓은 시야를 가지고 학생과 교직원의 주체적인 사회참여에 의해 교육, 연구 등 모든 면에서 열린 대학으로서 사회에 공헌한다.
「국제성」
외국과의 교류를 촉진하고, 다른 문화를 이해하고, 세계를 무대로 활약할 수 있는 인재를 육성해, 다양한 뿌리를 가진 사람들과의 교류·협동에 의해서, 교육과 연구를 통해서 국제사회의 발전에 공헌한다.
「다양성」
인간과 학문의 다양성을 교육·연구의 초석으로 삼아 새로운 공동 가치를 창조해 나가기 위해 성별, 장애, 국적 등을 초월하여 다양한 학생과 교직원이 서로 존중하고 공생·협동해 나가는 장을 구축하여 개개인이 풍요롭게 그 힘을 발휘할 수 있도록 한다.
이상을 취지로 하는 요코하마 국립 대학은, 투명성이 높은 조직과 적절한 운영 아래에서, 개성 있는 대학으로서 풍부한 지식을 키운다. 나아가 도시 공간에 있으면서, 두드러지게 자연이 풍족한 캠퍼스를 가지는 본교에 모이는 모든 학생과 교직원은, 풍족한 환경을 유지하면서, 심신 모두 건강한 대학 생활을 영위하는 것을 목표로 한다.

## 연혁
요코하마 국립 대학은 1949년에 가나가와 사범학교(神奈川師範學校), 가나가와 청년 사범학교(神奈川靑年師範學校), 요코하마 경제 전문학교(橫濱經濟專門學校), 요코하마 공업 전문학교(橫濱工業專門學校)를 통합시켜서 발족했다. 1979년에 현 도키와다이(常盤臺) 캠퍼스에 통합되었다.
- 1949년 : 요코하마 국립 대학 발족 (학부: 학예학부, 경제학부, 공학부).
- 1966년 : 학예학부를 교육학부로 개명.
- 1967년 : 경영학부 설치.
- 1974년 : 교육학부, 경제학부, 경영학부가 현 도키와다이 캠퍼스로 이전.
- 1979년 : 공학부가 도키와다이 캠퍼스로 이전 완료.
- 1997년 : 교육학부를 교육인간과학부로 개명.
- 2017년 : 도시과학부 설치, 교육인간과학부를 교육학부로 재개명

- 1876년 : 가나가와 현내 4개 사범학교들을 통합해, 요코하마 사범학교 설치.
- 1879년 : 가나가와 현 사범학교(神奈川縣師範學校)로 개칭.
- 1892년 : 가마쿠라로 이전.
- 1907년 : 요코하마 시에 가나가와 현 여자 사범학교(神奈川縣女子師範學校) 창설.
- 1943년 : 두 사범학교를 통합해, 관립(국립) 가나가와 사범학교 설치.
- 1949년 : 요코하마 국립 대학 학예학부가 됨.

- 1920년 : 히라쓰카에 가나가와 현립 실업보습학교 교원 양성소(神奈川縣立實業補習學校敎員養成所) 창설.
- 1935년 : 가나가와 현립 청년학교 교원 양성소(神奈川縣立靑年學校敎員養成所)로 개칭.
- 1944년 : 관립(국립) 가나가와 청년 사범학교로 개칭.
- 1945년 : 요코하마 시 호도가야 구 곤타자카(權太坂)로 이전.
- 1949년 : 요코하마 국립 대학 학예학부가 됨.

- 1923년 : 요코하마 고등 상업학교(橫濱高等商業學校) 창설.
- 1925년 : 부속 연구소 설치.
- 1944년 : 요코하마 경제 전문학교로 개칭.
- 1949년 : 요코하마 국립 대학 경제학부가 됨.

- 1920년 : 요코하마 고등 공업학교(橫濱高等工業學校) 창설.
  - 학과: 기계공학과, 응용화학과, 전기화학과.
- 1944년 : 요코하마 공업 전문학교로 개칭.
  - 학과: 기계과, 화학공업과, 전기화학과, 건축과, 조선과, 항공기과.
- 1949년 : 요코하마 국립 대학 공학부가 됨.

## 조직

### 학부
- 교육학부
  - 언어·문화·사회계 교육 코스
  - 자연·생활계 교육 코스
  - 예술·신체·발달 지원계 교육 코스
- 경제학부
  - 경제학과
- 경영학부
  - 경영학과
- 이공학부
  - 기계·재료·해양계학과(기계공학EP ／ 재료공학EP ／ 해양공간의 시스템디자인EP)
  - 화학·생명계학과(화학 EP / 화학 응용 EP / 바이오 EP)
  - 수물(数物)·전자정보계학과(수리과학EP/물리공학EP/전자정보시스템EP/정보공학EP)
- 도시과학부
  - 도시사회공생학과
  - 건축학과
  - 도시기반학과
  - 환경리스크공생학과

### 대학원
- 교육학 연구과 (석사과정)
- 국제사회과학 연구과
- 이공학 연구원/이공학부
- 환경정보 연구원/환경정보학부
- 도시이노베이션 연구원/도시이노베이션 학부
- 연합학교 교육학 연구과 (박사과정)
- 참조: 도쿄가쿠게이 대학

## 캠퍼스
요코하마 국립대학 공식 홈페이지 캠퍼스 맵 

## 학교 동문
요코하마 국립대학 출신 인물 일람 